# Villa Passano
Villa Passano (també coneguda en castellà com a Picada de Passano) és una entitat de població de l'Uruguai, ubicada al sud-est del departament de Treinta y Tres, limítrof amb Rocha. Té una població aproximada de 100 habitants, segons dades del cens del 2004.
Es troba a 6 metres sobre el nivell del mar.